# Treviso Comics
Treviso Comics, rassegna internazionale del fumetto e delle comunicazioni visive, si svolse dal 1976 al 2003.

## Storia
Treviso Comics prese il via nel 1976, ideata dal giornalista e sceneggiatore Silvano Mezzavilla e organizzata dal Circolo Amici del Fumetto – associazione fondata da Mezzavilla con Giordano Anselmi, Giancarlo Granziero, Marina Corsetti, Mariagrazia Raffele – cui avrebbero fatto parte numerosi studiosi, collezionisti e artisti del fumetto.
La prima edizione durò due giorni (il 28 e il 29 febbraio 1976) e venne allestita nel Salone delle contrattazioni della Camera di Commercio di Treviso, con la “mostra mercato delle novità editoriali e del fumetto d'antiquariato” e una collettiva che comprendeva opere di noti cartoonist italiani.
Questa formula venne ripetuta l'anno successivo, ma già alla terza edizione la proposta culturale di Treviso Comics – diventata “rassegna internazionale del fumetto e delle comunicazioni visive” – si diversifica e si amplia. La durata del festival passerà a sette giorni e poi a ben tre settimane dense di mostre, di incontri, di proiezioni e dibattiti che andranno ad occupare tutte le sedi espositive della città, dal Palazzo dei Trecento, al Museo Bailo, fino a Casa dei Carraresi, Cà dei Ricchi, Palazzo Scotti, Chiesa di San Teonisto, Ca' da Noal, Teatro Comunale, Spazio Canoniche Nuove, oltre alla Camera di Commercio - affiancando al fumetto l'illustrazione e il cinema d'animazione.
Treviso Comics si distingueva, nel panorama degli eventi similari, per il carattere monografico: ad ogni edizione il fumetto, in tutte le sue formulazioni, diventava strumento per documentare e descrivere, in modo originale, inedito ed efficace, temi legati alla realtà sociale e culturale, come alla vita di tutti i giorni.
Gli argomenti trattati con strisce e vignette da Treviso Comics nel corso degli anni andarono dalla “vita di coppia” ai “peccati capitali”, dal rock alla pubblicità, dal cinema alla moda, fino a panoramiche sulle nuove forme del racconto disegnato, in Italia e in Europa.
Tutte le esposizioni erano accompagnare da una pubblicazione che conteneva sia riproduzioni di molte opere in mostra che approfondimenti sullo specifico tema, firmati da critici ed esperti.
Per tre anni (nel 1990, 1994, 1995) viene allestita anche una edizione “autunnale”, anch'essa caratterizzata dalla mostra mercato e da esposizioni di tavole originali di giovani autori e di celebri Maestri.
Nel 1996, dopo la ventunesima edizione, gli organizzatori furono indotti, dati i difficili rapporti sorti con la nuova amministrazione comunale, a “emigrare” a Padova dove Treviso Comics diventò Padova Fumetto.
Contemporaneamente, a Treviso, senza tuttavia usare il nome Treviso Comics, e senza contributi comunali, il Circolo continuò a realizzare mostre di fumetti (1997- “Buon compleanno Cocco Bill”; 1998- “Verso il futuro”; 1999-”Maestri del fumetto”).
Le edizioni di Padova Fumetto furono tre (dal 1997 al 1999, rispettivamente intitolate “Bonelliana”, “Letteraria”, “I Maestri Disney, la scuola veneta”).
Nel 2001, ricorrendo i venticinque anni dalla prima Treviso Comics, la rassegna tornò nella città in cui nacque e festeggiò l'evento con la “tradizionale” mostra mercato e con una mostra commemorativa, allestita nei saloni di Casa dei Carraresi, per la cui attuazione venne chiesta la collaborazione solo a sponsor privati.
Fecero seguito altre due edizioni (nel 2002 e nel 2003), poi, nel 2004, date le difficoltà finanziarie che impedivano di sviluppare progetti all'altezza di quanto prodotto nel passato, il Circolo Amici del Fumetto chiuse la mostra.

## Edizioni
1976, 28-29 febbraio 
Mostra: “Altan, Dino Battaglia, Bonvi, Guido Buzzelli, Renato Calligaro, Giorgio Cavallo, Guido Crepax, Gianni de Luca, Ruggero Giovannini, Sergio Toppi”
1977, 5-6 marzo
Mostre: “Il mito dei mari del Sud nel fumetto di Caprioli e Pratt”, “Maestri americani del fumetto”,
“Personale di Victor de la Fuente”, “La nuova generazione del fumetto: Giorgio Cavazzano, Milo Manara, Enzo Marciante, Paolo Ongaro, Silver”
1978,19-26 febbraio
Mostre: “Images d'Epinal”, “Le donne del Fumetto: Lina Buffolente, Cecilia Capuana, Mara della Torre, Cinzia Ghigliano, Annie Goetzinger e Grazia Nidasio”
Rassegna cinematografica: “Cento film di Georges Méliès”
1979, 25 febbraio-4 marzo
Mostre: “I bambini nel fumetto, da Yellow Kid e Buster Brown ai Peanuts”, “I Cento volti di Robinson: illustratori italiani e stranieri del romanzo di Daniel Defoe, dalla fine del settecento al 1950”
Rassegne cinematografiche: “Looney Tunes & Merrie Melodies”, “I film del National Film Board di Ottawa”
1980, 24 febbraio-2 marzo 
Mostra: “I viaggi straordinari di Giulio Verne: illustrazioni di Roux, De Neuville, Benett, Riou, De Montaut e fumetti di Enrico Bagnoli, Franco Caprioli, Mario Guerri, Domenico Natoli, Grazia Nidasio, Renato Polese”
1981, 1-8 marzo
Mostre: “Vivere insieme, viaggio nella coppia a fumetti”, “Personale di Guido Crepax”
1982, 28 febbraio-14 marzo 
Mostre: “La Vita in Rosa, mitologia del benessere e del sentimento” “ Personale di Alarico Gattia”
Rassegna cinematografica: “Film a luce rosa”
1983, 13-27 marzo 
Mostre: “I fumetti degli anni sessanta”, “Personale di Quino”
1984, 2-18 marzo 
Mostre: “Anno di nascita 1934, omaggio ai 'grandi eroi' dei comics”, “Immagini, fotografie, manifesti, illustrazioni del 1934 in Italia”
1985, 10-24 marzo 
Mostre: “Nuvole maliziose, “i sette peccati capitali nel fumetto”, “Personale di Altan”, “Personale di Georges Pichard”, “Personale di Georges Wolinski”, “Personale di Gérard Lauzier”
1986, 9-23 marzo
Mostra: “On the rock/Onde rock, le immagini del rock and roll”
1987, 8-29 marzo
Mostra: “PAF Pubblicità A Fumetti, ottant'anni di immagini del fumetto nell'advertising”
1988, 6-27 marzo 
Mostre: “Cinema in fumetto. Immagini e miti del cinema nel mondo delle vignette”, “Personale di Cinzia Leone”, “Personale di Sesar”
1989, 5-19 marzo
Mostre: “Mode e tendenze”, “La moda diventa fumetto”, “Disegno della moda italiana 1945/1960”, “Personale di Renato Calligaro”, “Personale di Ever Meulen”, “Personali di Francesca Ghermandi, Miguelanxo Prado, Jean Claude Gotting”
Laboratorio di Fumetto, in collaborazione con il Festival international de la bande dessinée d'Angoulême
1990, 4-18 marzo 
Mostre: “Italia 50, gli anni cinquanta nel fumetto, nel design, nell'illustrazione”, “Gli anni cinquanta nei manifesti della Raccolta Salce”
1990, 23-30 settembre 
Mostra: “Nuovi fumetti”
1991, 3-17 marzo
Mostre: “Segni particolari/Energie Europa, per la prima volta a Treviso Chris Reynolds, Mike McMahon, Lewis Trondheim, Jean-Christophe Menu, Federico del Barrio, Raul Fernandez, Alain Dierick”, “Alan Moore”, “Personale di José Muñoz”, “Spirit of Quadragono”
1992, 1-15 marzo 
Mostre: “Americana, fumetti per il quinto centenario della scoperta”, “Colombo secondo Altan”, “La mia America, omaggi grafici al nuovo continente da parte di 64 artisti del fumetto italiano e internazionale”, “Relatos del Nuevo Mundo”, “L’America di Carl Barks”, “Personali di Robert Crumb, Gilbert Shelton, Art Spiegelman, Angeli, Miguel Paiva, Carlos Nine”
1993, 7-21 marzo 
Mostre: “Humour-artisti del fumetto comico italiano”, “Personali di Maestri europei del buonumore Morris, Leo Baxendale, Frank Margerin, Joost Swarte, Theo Van den Boogard e Georges Wolinski”, “Immagini di Sto (Sergio Tofano)”, “Ritratti fotografico di autori di fumetti realizzati da Paolo della Corte”
Rassegne cinematografiche: “Tex Avery”, “Warner Bros.”
Convegno sulla diffusione dei Periodici a Fumetti in Italia, a cura del dipartimento di sociologia dell’Università La Sapienza di Roma.
1994, 6-20 marzo 
Mostre: “Di tutti i colori, tavole a colori di artisti italiani e stranieri (John Bolton, Don Lawrence, Dave Mc Kean, Miguel Calatayud, Miguelanxo Prado, Antonio Hernández Palacios)”, “Couleur Directe a cura di Didier Mouli eThierry Groensteen”, “Personale di Ferenc Pinter”, “Personali di Carlo Jacono e Luigi Corteggi”
Rassegna cinematografica: “I favolosi Tiny Toon”
1994, 9-16 ottobre
Mostre: “Personale di Giorgio Cavazzano”, “Da Alex Raymond a Charles Schulz”
1995, 5-19 marzo 
Mostre: “Visioni”, “Personale di /Jean Giraud/Moebius”, “ Personale di Magnus”, “ Personale di Franco Matticchio”, “Dinamite”, “Vent'anni con Pimpa”
1995, 8-15 ottobre 
Mostra: “Personale di Massimo Giacon”
1996, 3-17 marzo 
Mostre: “Super! I supereroi del fumetto”, “Personale di Stuart Immonen”, “Personale di John Bolton”, “Marveliana”, “Personale di Kent Williams”, “Casa dei Carraresi ospita “Marveliana”, “Supereroi italiani”, “Da Paperinik a PK”
1997, 2-16 marzo 
Mostra: “Buon Compleanno, Cocco Bill!”
1997, 5-19 ottobre 
Mostre a Padova: “Bonelliana, albi, personaggi, autori della Casa Editrice Bonelli”, "Le fonti della fantasia, romanzi d'avventura, libri di viaggi, locandine di film che hanno ispirato Gian Luigi e Sergio Bonelli”
1998, 1-15 marzo 
Mostra: “Verso il futuro! La fantascienza nei fumetti” 
1998, 4-25 ottobre 
Mostre a Padova: “Letteraria, classici della narrativa mondiale tradotti in disegni dagli artisti del fumetto”, "Dino Battaglia, narratore, illustratore, disegnatore", "Fumetteratura, 30 anni di fumetti del Messaggero dei Ragazzi", "Moby Dick, il mostro bianco e il fumetto", "Le Grandi Parodie Disney"
1999, 19-28 marzo 
Mostra: “Maestri del fumetto”
1999, 13/11-5/12 
Mostre a Padova: "I Maestri Disney, la scuola veneta", "Segni per domani", "Le tigri di Mompracem"
Rassegna cinematografica: "The Simpson Days"
2001, 15-27 giugno 
Mostre: “Treviso Comics, venticinque anni”, “La leggenda di Tex”, “Sunday Pages (1905-1960)”, “Frontiera, romanzo incompiuto in otto puntate”, “Mondo Naif, una realtà del fumetto italiano”
2002, 13-28 aprile 
Mostra: “Altrisegni - Andrea Bruno, Mauro Chiarotto, Marco Corona, Gianluca Costantini, Gipi, Andrea Pepe, Michele Petrucci, Lorenzo Sartori” "Personale di Lorenzo Mattotti" 
2003, 15-16 marzo 
Mostre: “Nuovi autori”, “Charlie Brown nelle sunday pages”
Rassegna cinematografica: “Anime!”

## Premi
Il primo anno fu lo ZOT, ovvero una statuetta che riproduceva l'onomatopea usata per il lampo, nelle strisce di B.C. dalla seconda all'ultima edizione ebbe la forma di una piastrella in ceramica su cui erano riprodotti il logo di Treviso Comics e, in tutto o in parte, l'immagine dello specifico manifesto. Veniva consegnato a tutti gli autori (disegnatori e sceneggiatori) intervenuti alla mostra, indipendentemente dalla loro popolarità.
La cerimonia della consegna del premio, dal 1976 al 1982, ebbe luogo nella Sala Convegni della Camera di Commercio, dal 1983 al 2003 nel corso della “Cena di Premiazione”.
Collateralmente, nel 1984, l'Associazione della Stampa Trevigiana promosse un Premio “riservato ai servizi giornalistici che con maggior approfondimemto hanno affrontato il tema proposto dalle mostre di Treviso Comics”. Fu assegnato nel 1984 alla giornalista Maria Novella Oppo de L'Unità, nel 1985 al giornalista Carlo Scaringi de Il Quotidiano di Lecce, e nel 1986, a pari merito, ai giornalisti Oscar Cosulich de L'Espresso e Vincenzo Mollica della RAI.
Inoltre, nel 1989, il Circolo decise di istituire il premio Signor Bonaventura, da attribuire ai due “migliori libri a fumetti, rispettivamente di taglio realistico e umoristico, pubblicati nell'anno precedente”. Il premio consisteva in una statua del personaggio creato da Sergio Tofano, accompagnata da un assegno di un milione di lire.

### Libri vincitori del premio Signor Bonaventura
1989
Fuochi, di Lorenzo Mattotti, ed. Dolce Vita
Pioggia acida, Cipputi, di Altan, ed. Bompiani
1990
Ramarro, di Giuseppe Palumbo, ed. Frigidaire
Contro tutti, di Massimo Caviglia e Stefano Disegni, ed. Mondadori
1991
Voglia di cane, di Silvio Cadelo, ed. Glenat Italia
Il grande Lupo Alberto 2, di Silver, ed. Rizzoli
1992
Dylan Dog, l'investigatore dell'incubo, di Tiziano Sclavi, Corrado Roi e Angelo Stano, ed. Mondadori
Taci e mangia, di Altan, ed. Bompiani
1993
L'uomo alla finestra, di Lilia Ambrosi e Lorenzo Mattotti, ed. Feltrinelli
Alice a quel paese, di Silvia Ziche, ed. Glenat
1994
Myetzko e altri racconti, di Sergio Toppi, ed. Comic Art
Hiawata Pete, di Francesca Ghermandi, ed. Granata Press
1995
I nizioleti raccontano, di Piero Zanotto e Paolo Piffarerio, ed. Il Cardo
Sensa senso, di Franco Matticchio, ed. Milano Libri
1996
Sogni ad occhi aperti, di AA. VV., ed. Phoenix
Capitan Rogers. Il calumet della guerra, di François Corteggiani e Giorgio Cavazzano, ed. Edigamma
1997
Mano, Fumetti Scritti Disegni, di AA. VV., ed. Mano
Piera degli spiriti, di Giovanni Mattioli e Davide Toffolo, ed. Kappa
1998
Il morso del serpente, di Jerome Charyn e José Muñoz, ed. Hazard
Rat-Man Collection, di Leo Ortolani, ed. Marvel Italia

## Pubblicazioni e monografie
Le pubblicazioni e le monografie furono curate da Silvano Mezzavilla.
Treviso Comics Due (1977)
ed. Treviso Comics; quaderno spillato; copertina: Carlo Boscarato; contributi: Gianni Brunoro, Carlo della Corte, Franco Fossati, Giancarlo Granziero, Piero Zanotto
Treviso Comics Tre (1978)
ed. Treviso Comics; quaderno spillato; copertina: Beppe Mazzero; contributi: Gianni Brunoro, Giulio Cesare Cuccolini, Carlo Chendi, Franco Fossati, Rolando Jotti, Michela Villotta
Treviso Comics Quattro (1979)
ed. Treviso Comics; quaderno spillato; copertina: Luciano Bottaro; contributi: Gianni Brunoro, Carlo Chendi, Marco Giusti, Rolando Jotti, Piero Zanotto
I viaggi straordinari di Giulio Verne (1980)
ed. Treviso Comics; quaderno spillato; copertina: Cecilia Capuana; contributi: Fabrizio Caprioli, Claudio dell'Orso, Piero Gondolo della Riva, Rolando Jotti, Piero Zanotto,
Vivere insieme, viaggio nella coppia a fumetti (1981)
ed. Treviso Comics; libro brossurato; copertina: Giorgio Cavazzano; contributi: Luigi F. Bona, Gianni Brunoro, Carlo Chendi, Marina Corsetti, Giulio Cesare Cuccolini, Carlo della Corte, Franco Fossati, Rolando Jotti, Piero Zanotto
La vita in rosa (1982)
ed. Treviso Comics; libro brossurato; copertina: Alarico Gattia; contributi: Alberto Abruzzese, Gianni Brunoro, Marina Corsetti, Emilio de' Rossignoli, Antonio Faeti, Giancarlo Granziero, Beniamino Placido, Piero Zanotto
I fumetti degli anni sessanta (1983)
ed. Treviso Comics; libro brossurato; copertina: Quino; contributi: Gianni Brunoro, Renato Calligaro, Carlo Chendi, Marina Corsetti, Antonio Faeti, Giancarlo Granziero, Piero Zanotto
Anno di nascita 1934 (1984)
ed. Treviso Comics; libro brossurato; copertina: Vittorio Giardino; contributi: Everardo Artico, Gianni Brunoro, Carlo Chendi, Antonio Faeti, Franco Fossati, Giancarlo Granziero, Piero Zanotto
Nuvole Maliziose (1985)
ed. Treviso Comics; libro brossurato; copertina: Altan; contributi: Luigi Bernardi, Gianni Brunoro, Carlo Chendi, Marina Corsetti, Oscar Cosulich, Antonio Faeti, Graziano Frediani, Renato Genovese, Piero Zanotto
On The Rock/Onde Rock (1986)
ed. Gammalibri; libro cartonato; copertina: Andrea Pistacchi; contributi: Roberto “Freak” Antoni, Massimo Buda, Rita Cirio, Roberto d'Agostino, Valerio Eletti, Marco Giovannini, Mario Maffi, Gianni Minà, Dario Salvatori
PAF, Pubblicità A Fumetti (1987)
ed. Editori del Grifo; libro brossurato; copertina: Agostino Toscana; contributi: Alberto Abruzzese, Ambrogio Borsani, Gianni Brunoro, Emilio Cavalleris, Gianfranco Marabelli, Marco Mignani, Vincenzo Mollica, Grazia Nidasio
Cinema In Fumetto (1988)
ed. Editori del Grifo; libro brossurato; copertina: Federico Fellini; contributi: Guido Buzzelli, Renzo Calegari, Giorgio Cavazzano, Guido Crepax, Stefano Disegni, Massimo Giacon, Vittorio Giardino, Cinzia Leone, Milo Manara, Ivo Milazzo, Daniele Panebarco, Hugo Pratt, Sesar
Mode e Tendenze (1989)
ed. Editori del Grifo; libro brossurato; copertina: Renato Calligaro; contributi: Luigi Bernardi, Gloria Bianchino, Emilio Cavalleris, Fabienne Paradis
Italia 50 (1990)
ed. Editori del Grifo; libro brossurato; copertina: Agostino Toscana; contributi: Sergio Bonelli, Carlo Chendi, Marina Corsetti, Carlo della Corte, Maurizio De Luca, Alberto Gedda, Gianni Milone, Grazia Nidasio, Carlo Pedrocchi, Domenico Volpi
Nuovi fumetti (1990)
ed. Treviso Comics; quaderno spillato; copertina: Andrea Pistacchi
Segni Particolari (1991)
ed. Editori del Grifo; libro brossurato; copertina: Lorenzo Mattotti; contributi: Giancarlo Ascari, Paul Derouet, Paul Gravett, Felipe Hernández Cava, Jean-Christophe Menu, Alan Moore, Paola Pallottino, Yves Quarlan
Americana (1992)
ed. Editori del Grifo; libro brossurato; copertina: Altan; contributi: Enrico Fornaroli, Franco Fossati, Pedro Tabernero
Humour (1993)
ed. Editori del Grifo; libro brossurato; copertina: Silver; contributi: Giancarlo Ascari, Paola Pallottino, Franco Porcarelli
Di tutti i colori (1994)
ed. Editori del Grifo; libro brossurato; copertina: Massimo Giacon; contributi: Giancarlo Ascari, Carlo Chendi, Enrico Fornaroli, Giorgio Gorla, Thierry Groensteen, José Muñoz, Alberto Priora
Giorgio Cavazzano (1994)
ed. Editori del Grifo (nella collana “l'autore e il fumetto” diretta da Vincenzo Mollica); libro brossurato; copertina: Giorgio Cavazzano; contributi: Gianni Brunoro, Alfredo Castelli, Carlo Chendi, Rodolfo Cimino, François Corteggiani, Enrico Fornaroli, Federico Maistrello, Massimo Marconi, Vincenzo Mollica, Giorgio Pezzin, Andrea Pistacchi, Piero Zanotto
Visioni (1995)
ed. Editori del Grifo; libro brossurato; copertina: Moebius; contributi: Giancarlo Ascari, Luca Boschi, Daniele Brolli, Renato Genovese, Roberto Ghiddi, Federico Maistrello, Thomas Martinelli
Massimo Giacon (1995)
ed. Treviso Comics; portfolio; copertina: Massimo Giacon
SUPER! (1996)
ed. Editori del Grifo; libro brossurato; copertina: Andrea Pistacchi; contributi: Giancarlo Ascari, Daniele Brolli, Carlo Chendi, Enrico Fornaroli, Federico Maistrello
Bonelliana (1997)
ed. Glamour International Production; libro brossurato; copertina: Claudio Villa; a cura di Mauro Giordani e Gisello Puddu; contributi: Gianni Brunoro, Graziano Frediani, Sergio Pignatone, Bepi Vigna
Letteraria (1998)
ed. Daigo Press; libro brossurato; copertina: Franco Matticchio; contributi: Giancarlo Ascari, Goffredo Fofi, Enrico Fornaroli, Andrea Plazzi, Piero Zanotto
Maestri Disney/Segni per domani (1999)
quaderno spillato; copertina: collage grafico; contributi: Davide Castellazzi, Enrico Fornaroli, Massimo Giacon, Gabriella e Silvano Scotto
Treviso Comics 25 (2001)
ed. Treviso Comics; portfolio; copertina: Giorgio Cavazzano
Altrisegni (2002)
ed. Treviso Comics; quaderno brossurato; copertina: Lorenzo Mattotti